# 롄츠구
롄츠구(한국어: 연지구, 중국어: 莲池区, 병음: liánchí Qū)는 중화인민공화국 허베이성 바오딩 시의 현급 행정 구역이다. 넓이는 62km2이고, 인구는 2007년 기준으로 610,000명이다.
2015년 4월 28일에 기존의 난스 구(南市区)와 베이스 구(北市区)가 통합하여 새로 만들어진 시할구이다.

## 행정 구역
10개 가도, 6개 향을 관할한다.
- 가도: 和平里街道, 五四路街道, 西关街道, 中华路街道, 东关街道, 联盟街道, 红星街道, 裕华街道, 永华街道, 南关街道
- 향: 大园乡, 焦庄乡, 杨庄乡, 五尧乡, 韩庄乡, 东金庄乡